# South African Professional Championship
Die South African Professional Championship war ein professionelles Snookerturnier, das zwischen 1946 und 1989 in unregelmäßigen Abständen ausgetragen wurde. Es sollte einen nationalen Profimeister Südafrikas ermitteln, parallel zu anderen ähnlichen Profimeisterschaften anderer Länder bzw. parallel zur südafrikanischen Snooker-Meisterschaft auf Amateurebene. Rekordsieger ist Perrie Mans, der den Titel insgesamt 20 Jahre lang halten konnte.

## Geschichte
Das Turnier wurde seit 1946 regelmäßig ausgetragen, womit es neben der Irish Professional Championship (Erstausgabe 1947) die Profimeisterschaft mit der längsten durchgehenden Tradition ist. Möglicherweise gab es aber bereits vor 1946 Ausgaben des Turnieres. Bereits 1922 hatte es eine erste Welsh Professional Championship zu tun, das Turnier wurde danach aber über 50 Jahre nicht ausgetragen. Die Scottish Professional Championship wurde dagegen in den 1940ern und 1950ern regelmäßig ausgetragen, danach aber fast 30 Jahre ebenfalls nicht mehr. Im Gegensatz zu Wales fand in Südafrika das Turnier nach 1948 regelmäßig statt, zunächst vor allem auf einer sogenannten Challenge-Basis: der amtierende Titelverteidiger wurde jeweils von einem anderen südafrikanischen Spieler um den Titel herausgefordert; der Sieger des anschließenden Spiels wurde neuer Titelträger. Wenngleich die Ausgaben der ersten Jahrzehnte nur lückenhaft dokumentiert sind, wurde das Turnier bis hinein in die 1960er von Peter Mans und Freddie van Rensberg geprägt. Ab 1965 war Peters Sohn Perrie Mans Titelträger. Er behielt den Titel bis einschließlich 1978, ehe erstmals eine Ausgabe im K.-o.-System stattfand. Zu diesem Anlass gewann Derek Mienie seinen einzigen Titel. Schon im nächsten Jahr konnte sich Mans aber den Titel zurückholen, 1984 verlor er ihn schließlich gegen Jimmy van Rensberg.
1985 begann der Weltverband WPBSA, nationale Profimeisterschaften finanziell zu fördern: pro Teilnehmer wurden 1.000 Pfund Sterling an die Veranstalter ausgezahlt, in dieser Zeit fanden die Turniere dann im K.-o.-System statt. Unklar ist allerdings, ob bereits 1985 eine Ausgabe des Turnieres im K.-o.-System stattfand. Auf jeden Fall ab 1986 fand sie jährlich statt, ausgenommen 1988 aufgrund einer Verschiebung des Termins. Austragungsort war jeweils der Metropolraum von Johannesburg, zweimal die Großstadt selbst, einmal die nahe Kleinstadt Germiston. Die ersten beiden Ausgaben gewannen Silvino Francisco und François Ellis, die Ausgabe 1989 schließlich wieder Perrie Mans. Im selben Jahr stellte die WPBSA die Förderung ein, was auch das Aus für die South African Professional Championship bedeutete. Im Gegensatz zu manch anderer Profimeisterschaft kam es nie zu einer Neuauflage, was teils auch am Mangel von Profispielern ab Mitte der 1990er liegt.

## Sieger
| Jahr                                                                         | Austragungsort                                                            | Sieger                                                                    | Ergebnis                                                                  | Finalist                                                                  | Saison                                                                    |
| South African Professional Championship – Non-ranking-Turnier (Challenge)    | South African Professional Championship – Non-ranking-Turnier (Challenge) | South African Professional Championship – Non-ranking-Turnier (Challenge) | South African Professional Championship – Non-ranking-Turnier (Challenge) | South African Professional Championship – Non-ranking-Turnier (Challenge) | South African Professional Championship – Non-ranking-Turnier (Challenge) |
| ---------------------------------------------------------------------------- | ------------------------------------------------------------------------- | ------------------------------------------------------------------------- | ------------------------------------------------------------------------- | ------------------------------------------------------------------------- | ------------------------------------------------------------------------- |
| 1946                                                                         | unbekannt                                                                 | Freddie van Rensberg                                                      | 11:6                                                                      | Peter Mans                                                                | –                                                                         |
| 1948–1950                                                                    | unbekannt                                                                 | Peter Mans                                                                | unbekannt                                                                 | unbekannt                                                                 | –                                                                         |
| 1950–1956                                                                    | unbekannt                                                                 | Freddie van Rensberg                                                      | unbekannt                                                                 | unbekannt                                                                 | –                                                                         |
| 1956                                                                         | Johannesburg                                                              | Freddie van Rensberg                                                      | 12:8                                                                      | Peter Mans                                                                | –                                                                         |
| 1956–1965                                                                    | unbekannt                                                                 | Freddie van Rensberg                                                      | unbekannt                                                                 | unbekannt                                                                 | –                                                                         |
| 1965–1977                                                                    | unbekannt                                                                 | Perrie Mans                                                               | unbekannt                                                                 | unbekannt                                                                 | –                                                                         |
| 1978                                                                         | unbekannt                                                                 | Perrie Mans                                                               | 9:5                                                                       | Silvino Francisco                                                         | 1978/79                                                                   |
| South African Professional Championship – Non-ranking-Turnier (K.-o.-System) |                                                                           |                                                                           |                                                                           |                                                                           |                                                                           |
| 1979                                                                         | unbekannt                                                                 | Derek Mienie                                                              | 9:6                                                                       | Jimmy van Rensberg                                                        | 1979/80                                                                   |
| 1985                                                                         | unbekannt, möglicherweise aber ausgetragen                                | unbekannt, möglicherweise aber ausgetragen                                | unbekannt, möglicherweise aber ausgetragen                                | unbekannt, möglicherweise aber ausgetragen                                | unbekannt, möglicherweise aber ausgetragen                                |
| 1986                                                                         | Johannesburg                                                              | Silvino Francisco                                                         | 9:1                                                                       | François Ellis                                                            | 1986/87                                                                   |
| 1987                                                                         | Germiston                                                                 | François Ellis                                                            | 9:4                                                                       | Jimmy van Rensberg                                                        | 1987/88                                                                   |
| 1989                                                                         | Johannesburg                                                              | Perrie Mans                                                               | 8:5                                                                       | Robbie Grace                                                              | 1988/89                                                                   |